# 罗滕海恩
罗滕海恩是德国莱茵兰-普法尔茨州的一个市镇。总面积4.10平方公里，总人口553人，其中男性304人，女性249人（2011年12月31日），人口密度135人/平方公里。